# Noedelman-Richter NR-23

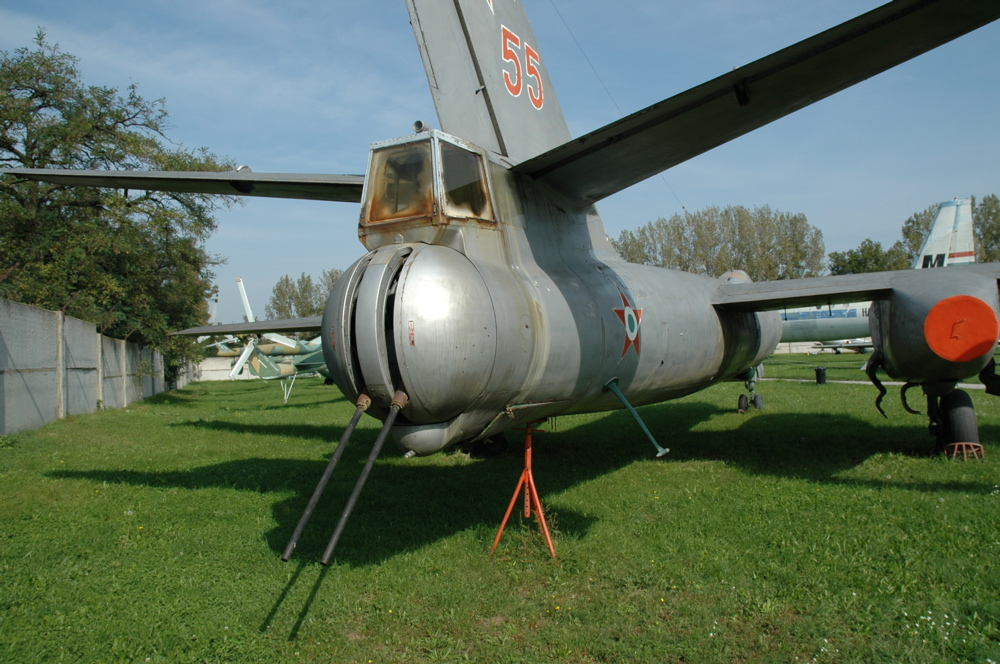
Twee NR-23 in de staart van een Iljoesjin Il-28

De Noedelman Richter NR-23 (Russisch: НР-23 Нудельмана — Рихтера 30 мм) is een snelvuurkanon met kaliber 23 mm ontworpen door Noedelman en Richter en sinds 1949 in gebruik als boordgeschut in jachtvliegtuigen en bommenwerpers van de Sovjet-Unie.

## Ontwerp
De NR-23 verving de Noedelman-Soeranov NS-23 en de Volkov-Jartsev VJa-23.
De NR-23 werd in geschuttorens op bommenwerpers vervangen door de Afanasev Makarov AM-23.
Midden jaren 60 werd de NR-23 vervangen door de Grjazev-Sjipoenov GSj-23 met twee lopen.
De Mikojan-Goerevitsj MiG-19 en Mikojan-Goerevitsj MiG-21 kregen de krachtigere  Noedelman Richter NR-30.

## Specificaties
- Aantal lopen: 1
- Terugslag: ja
- Massa: 39 kg
- Lengte: 1980 mm
- Lengte loop: 1450 mm
- Breedte: 165 mm
- Hoogte: 136 mm
- Granaten: 23 mm x 115 mm
- Mondingssnelheid: 690 m/s

## Vliegtuigen
- Lavotsjkin La-15
- Mikojan-Goerevitsj MiG-15
- Mikojan-Goerevitsj MiG-17
- Mikojan-Goerevitsj MiG-19
- Iljoesjin Il-28
- Beriev Be-6